# 魯德巴爾
魯德巴爾是伊朗的城市，位於該國西北部，由吉蘭省負責管轄，距離首都德黑蘭268公里，海拔高度200米，該地區自2000年前左右有人類居住，主要農產品有橄欖，2006年人口11,454。